# Riksdagen 1906
Riksdagen 1906 ägde rum i Stockholm.
Riksdagens kamrar sammanträdde i riksdagshuset den 15 januari 1906. Riksdagsarbetet inleddes ceremoniellt genom riksdagens högtidliga öppnande i rikssalen på Stockholms slott samma dag. Första kammarens talman var Gustaf Sparre (oberoende), andra kammarens talman var Axel Swartling (Lantmannapartiet). Riksdagen avslutades den 28 maj 1906.